# Биљевине
Биљевине су насељено мјесто у саставу града Сења у Личко-сењској жупанији, Република Хрватска.

## Географија
Налазе се око 19 км југоисточно од Сења.

## Становништво
Насеље је на попису становништва из 2011. године имало 51 становника.

## Попис1991.
На попису становништва 1991. године, Биљевине су имале 75 становника, сљедећег националног састава:
| Попис 1991.‍ | Попис 1991.‍ | Попис 1991.‍ | Попис 1991.‍ | Попис 1991.‍ |
| ----------- | ----------- | ----------- | ----------- | ----------- |
|             |             |             |             |             |
| Хрвати      | Хрвати      |             | 74          | 98,67%      |
| Муслимани   | Муслимани   |             | 1           | 1,33%       |
| укупно: 75  |             |             |             |             |